# ماریا اسپینوزا
ماریا اسپینوزا (انگلیسی: María Espinoza؛ زادهٔ ۲۷ نوامبر ۱۹۸۷) تکواندوکار اهل مکزیک است.
وی در مسابقات کشوری و بین‌المللی در مجموع برندهٔ ۵ مدال طلا، ۵ مدال نقره، ۳ مدال برنز شده‌است.